# (871) Amneris
(871) Amneris – planetoida z pasa głównego asteroid okrążająca Słońce w ciągu 3 lat i 115 dni w średniej odległości 2,22 au. Została odkryta 14 maja 1917 roku w Landessternwarte Heidelberg-Königstuhl w Heidelbergu przez Maxa Wolfa. Nazwa pochodzi od Amneris, bohaterki opery Aida Giuseppe Verdiego. Przed nadaniem nazwy planetoida nosiła oznaczenie tymczasowe (871) 1917 BY.